# Christiansenpark
Christiansenpark er et offentligt parkanlæg på ca. 42.000 m² beliggende mellem den Gamle Kirkegård og Møllekirkegården på møllebjerget i Flensborg.

## Historie
I 1797 oprettede den flensborgske købmand Peter Clausen Stuhr et stort haveanlæg i romantisk stil på højdedraget vest for byens centrum. Få år senere oprettede Andreas Christiansen endnu et haveanlæg tæt på Stuhrs have. Begge haver stødte umiddelbart til den Gamle Kirkegård. Stuhrs have lå vest og Christiansen have øst for kirkegården. Ved sammenlægning af de to haveanlæg i 1820 opstod den nuværende Christiansenpark med lysthuse, søer, to stengrotter og et lille vandfald. En del af parkområdet blev dog senere overbygget. I 1992 kom parken i kommunal eje og parkanlægget blev gennemgribende renoveret. Parken er et eksempel på borgerlig repræsentationskunst fra 1800- og 1900-tallet.